# Línea 2 (Esquel)
La Línea 2 es un servicio de pasajeros del transporte de la ciudad de Esquel. Esta línea pertenece a la empresa Transporte Acevedo.
El servicio de la línea 1 opera de lunes a viernes desde 6:30 horas hasta las 21:50 horas. Los sábados desde 7:30 horas hasta las 21:50 horas. El boleto cuesta $11,00 el general y $0,00 para los jubilados, discapacitados, policías, estudiantes y universitarios.

## Recorrido
Servicio diurno 
| BUS2 | KBHFa |

|  | BHF |

|  | BHF |

|  | BHF |

|  | BHF |

|  | BHF |

|  | BHF |

|  | BHF |

|  | BHF |

|  | BHF |

|  | BHF |

|  | BHF |

|  | BHF |

|  | BHF |

|  | BHF |

|  | BHF |

|  | BHF |

|  | BHF |

|  | BHF |

|  | BHF |

|  | BHF |

|  | KBHFe |